# Rudolf Nedzit
Rudolf Nedzit (Pseudonym, * 1957) ist ein deutscher Schriftsteller.  Sein Erstlingswerk "Wantlek – Briefe an einen Freund" erschien 2007 im schweizerischen Theodor-Boder-Verlag.
Nedzit wohnt in Saarlouis, Saarland, ist verheiratet und hat zwei Söhne.
Zur Schriftstellerei im Allgemeinen, speziell aber zu der seinigen, äußerte sich Nedzit in einem Interview aus dem Jahre 2008 auf die Frage "Welche Intention verfolgen Sie mit der Schriftstellerei?" wie folgt: "Keine! Hier muss, hier will ich etwas ausholen. Ich verfolge beim Schreibprozess keine irgendwie geartete Absicht, lege keine Richtschnur fest, schiele nicht auf irgendwelche Belange. Sondern überlasse mich voll und ganz der Kreativität, verliere Zeit und Raum, diene der Literatur als Medium. Das in der Entstehung befindliche Werk will aus mir heraus, frägt nicht danach, ob und wann ich es gebären will. So betrachtet kann also von einer Intention keine Rede sein – aber ich finde das auch so ganz in Ordnung. Was letztendlich zählt ist das literarische Ergebnis, nicht, was man zuvor beabsichtigt haben mag." Und einem Statement von Nedzit aus dem Jahre 2011 ist zu entnehmen: "Der Dichter wiederum blickt mit Strenge und Güte auf sein geistiges Kind, das Werk – und entlässt es in die große, weite Welt hinaus, mit einer Träne im Auge und allen guten Wünschen. Begleiten kann er es nicht!"
Bei dem Pseudonym Nedzit handelt es sich um ein Anagramm, basierend auf dem Familiennamen Ditzen. Dadurch wird eine Hommage auf den deutschen Schriftsteller Hans Fallada zum Ausdruck gebracht, der mit bürgerlichem Namen Rudolf Ditzen hieß.

## Werke
- Wantlek  (2007), ISBN 3905802007
- Wantlek: Ein philosophischer Roman (2010), ISBN 3905802066
- Weil wir sind, die wir sind (2012), ISBN 9783905802153
- NIETZSCHE: Die rückwirkende Kraft (2012), ISBN 9783848230365
- Letzte Skizze: Eine Betrachtung (2012), ISBN 9783848241088
- Bis ans Ende ist alles Beginn: Ein fantastischer Bericht (2013), ISBN 9783848264544
- Die Klarheit des Nichttrinkers (2013), ISBN 9783848264582
- Das O von Finger und Daumen (2014), ISBN 9783735784261
- Alles vergeht – doch der Rest bleibt: Erzählung oder so (2014), ISBN 9783735784551
- Die Denkwelt des Rudolf Nedzit: Eine Spiegelung (2014), ISBN 9783735790545
- Das Büchlein der Ruhe: Mitteilungen an einen gewissen Soares (2014), ISBN 9783735718051
- als kähme es auf die fehler an (2014), ISBN 9783735756961
- Kapitel V (2014), ISBN 9783905802535
- Überraschungsmomente (2015), ISBN 9783905802597
- Ich bin Isolato (2017), ISBN 9783905802702
- Nietzsche – Die rückwirkende Kraft: Essay (2020), ISBN 9783905802931
- Bis ans Ende ist alles Beginn: Ein fantastischer Bericht (2020), ISBN 9783905802986
- Letzte Skizze: Ein Roman in Fragmenten (2020), ISBN 9783905802368